# Rose George
Rose George, är en brittisk journalist och författare. Hon började sin karriär som praktikant på The Nation magazine i New York. Sedan dess har hon arbetat världen runt för bland annat COLORS, The Independent och The Financial Times. Under kriget i Kosovo arbetade hon som krigskorrespondent för Condé Nast Traveler magazine. Hon har varit inbjuden gäst på Saddam Husseins födelsedag. 
En av hennes två böcker, Det stora behovet, finns översatt till svenska. Boken handlar om mänskligt avfall och dess påverkan på vår värld.